# La anciana encajera

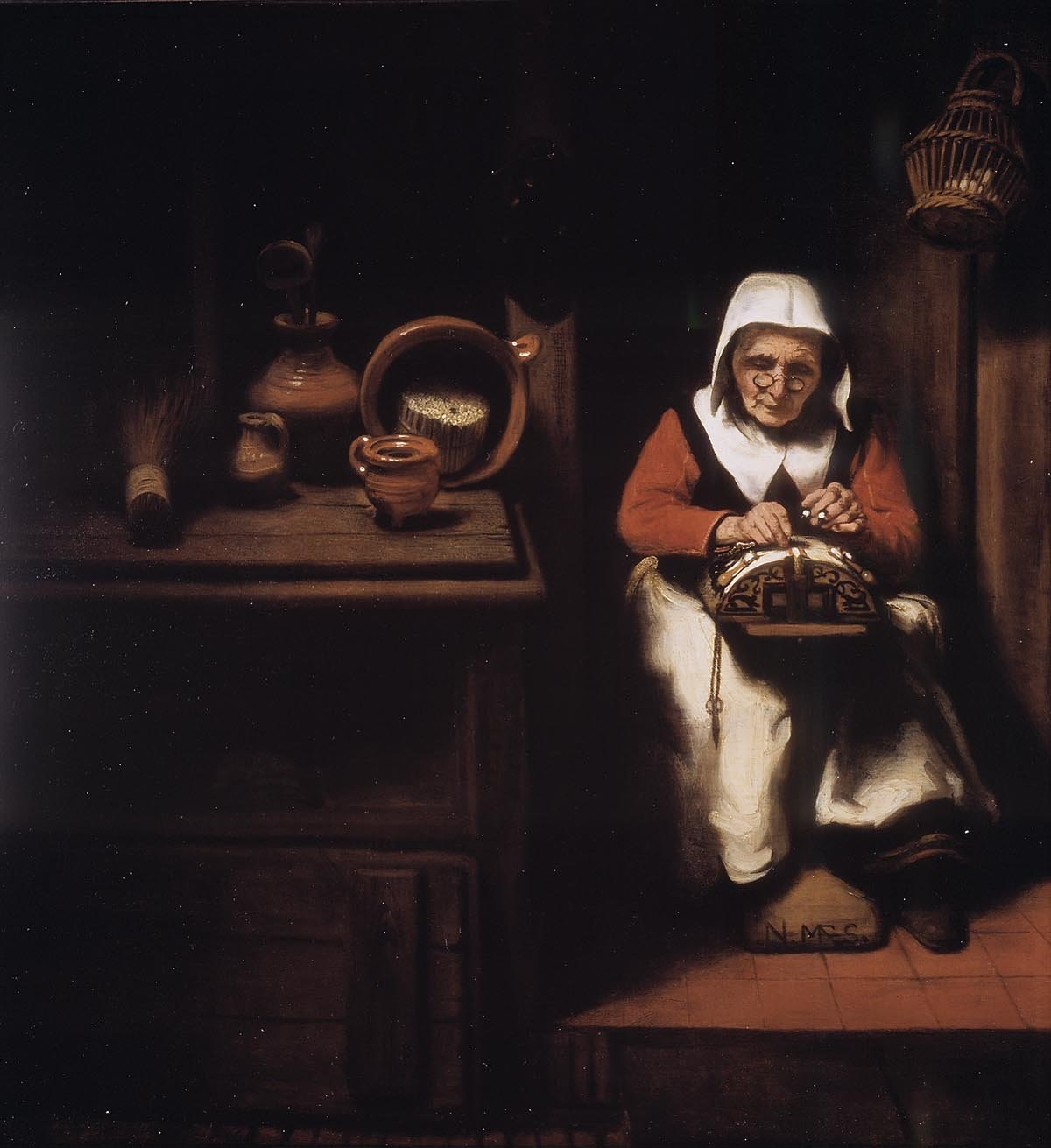
La anciana encajera, 1655, Nicoles Maes.

La anciana encajera (circa, 1655) es un óleo sobre lienzo del pintor holandés Nicolaes Maes. Es un ejemplo de pintura de la época dorada holandesa y forma parte de la colección del Mauritshuis.

La pintura muestra una anciana haciendo encaje de bolillos con un cojín de costura similar a los vistos en todas las pinturas de Maes representando encajeras:

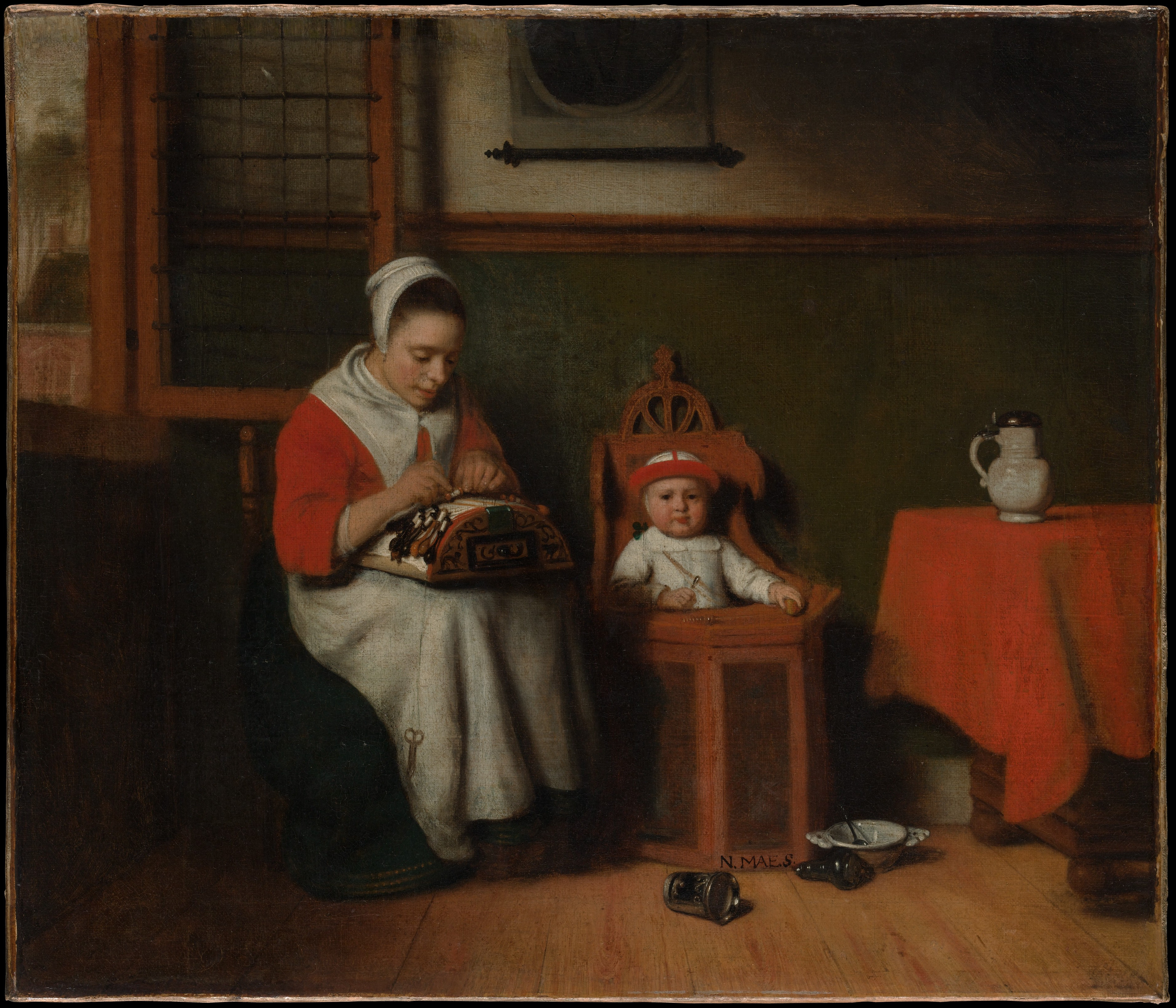
La encajera, 1656.
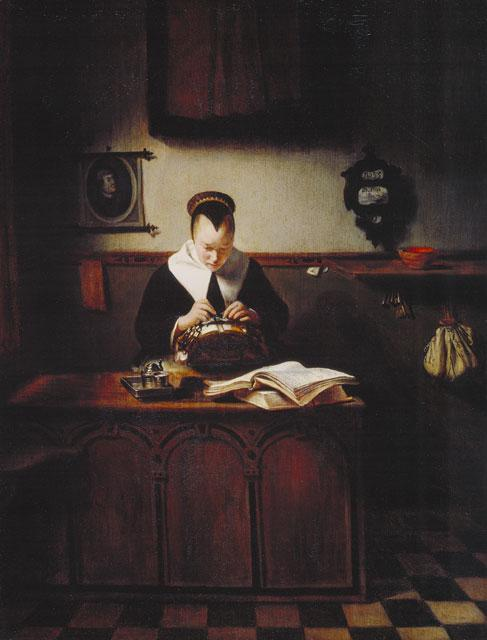
La encajera, 1655.

Esta pintura fue documentada por Hofstede de Groot en 1914, que escribió; "71. Una vieja encajera. Sm. Suppl. 7. Una anciana con anteojos, de frente al espectador, sentada haciendo encaje. Lleva una chaqueta negra con mangas escarlatas. Sobre su cabeza cuelga una cesta de huevos. En una cómoda al lado hay alguna vajilla. " Una producción magistral pero un poco oscurecida por el tiempo" (Sm.). Tabla, 15 1/2 pulgadas por 13 1/2 pulgadas. Venta. Londres, 1836 (£69 : 6s.)."
La venta de 1836 en Christie's en el lote 60, tuvo como comprador a Colemna. En 1994 salió de nuevo al mercado del arte y el museo pudo comprarlo con el apoyo de VSB Fonds Den Haag, Vereniging Rembrandt, y Vrienden van het Mauritshuis.